# TV Capixaba
TV Capixaba é uma emissora de televisão brasileira concessionada em Cachoeiro de Itapemirim, porém sediada em Vitória, respectivamente cidade e capital do estado do Espírito Santo. Opera no canal 8 (32 UHF digital) e é afiliada à Record News, integrante da Rede SIM, do empresário Rui Baromeu, além de manter um acordo de joint venture com o Grupo Sá Cavalcante.

## História

### TV Sim e Record News ES (2011-2024)
Anteriormente conhecida como TV SIM, era afiliada do Esporte Interativo até o dia 30 de janeiro de 2013, quando assinou contrato de afiliação com a Record News e passou a ser sua afiliada no Estado do Espírito Santo, mudando seu nome para Record News Espírito Santo. Em 2015, a emissora inaugurou uma sucursal em Linhares.
Apesar da concessão ser de Cachoeiro, os estúdios principais da emissora ficam em Vitória, onde são gerados os telejornais da emissora. Em Vitória, a emissora operava no canal 57 UHF (de propriedade da Record News) até o desligamento analógico.
Em função do lançamento do programa EscoLar, em parceria com o Governo do Espírito Santo, o canal virtual da Record News ES passou a ser o 8.1 em todo o estado. As retransmissoras ficaram responsáveis por carregar a programação do projeto de aulas a distância nos subcanais 8.2, 8.3 e 8.4 a partir do mês de abril.

### Joint venture com o Grupo Sá Cavalcante (2024-presente)
Após um imbróglio que durava dois anos, em 8 de dezembro de 2024, foi noticiado que a TV Tribuna fechou um acordo com a Band, visando unificar as transmissões do canal do Morumbi com a sua filial pernambucana e liberando o SBT para se afiliar com a Rede SIM. A troca de bandeiras foi marcada para o dia 1.° de janeiro de 2025. Inicialmente, o SBT seria retransmitido pela Record News Espírito Santo. A informação foi confirmada no dia seguinte (9) após uma reunião entre as três partes. No dia 20, foi anunciado um acordo de joint venture entre a Rede SIM e a Rede Capixaba de Comunicação pela retransmissão do SBT, o que resultaria na fusão da então TV Capixaba com a Rede SIM, mantendo a Record News na frequência 8.1 de Vitória, mas com os dois canais passando a compartilhar matérias locais para os telejornais. O Link ES se tornaria o principal carro chefe da emissora na nova parceria.
Sem aviso prévio, no dia 13 de março de 2025, a Record News Espírito Santo passou a adotar a identidade TV Capixaba, que era usada anteriormente no canal 10.1, hoje ocupado pela TV SIM.